# Жеко Велчев
Жеко Велчев Велчев е български офицер (полковник) от инженерните войски, взел участие в Сръбско-българската война и заемал редица ръководни длъжности в българската армия.

## Биография
Жеко Велчев е роден на 31 януари 1858 година в Тулча. Учи в небезизвестния Роберт колеж в Цариград. През 1879 г. завършва в първия випуск на новооткритото Военно училище в София и на 10 май е произведен в чин подпоручик. През 1879 г. като подпоручик от Русчукска №23 пеша дружина е командирован за обучение в Николаевската инженерна академия в Санкт Петербург, която завършва през 1883 г.На 30 август 1882 година, заедно с много български младши офицери е произведен в чин поручик. Продължава образованието си във Военно-инжернерната академия в Санкт Петербург и завършвайки през 1883 година се завръща в България. На 30 август 1885 г. е произведен в чин капитан. По това време започва и преподавателската му дейност, като води уроците по фортификация във Военното училище в София.
На 9 септември, точно 3 дни след осъществяване на Съединението на Княжество България и Източна Румелия е назначен за главен инженер на българската войска. Още от средата на месеца, поради опасения от навлизане на османски войски, се започва укрепването на границата с Османската империя около Кюстендил и Дупница под ръководството на капитан Велчев и поручик Николай Матреев. По-късно под командването на Велчев се извършва и укрепването на Търново-Сейменската позиция, където българските войски трябва да заемат отбранителни позиции до изясняване на турския отговор на Съединението. За нуждите на отбраната са изкопани редути и направени блиндажи. Очертани са и местата за свързващите окопи, които при нужда на момента да се изкопаят.

### Сръбско-българска война (1885)
През Сръбско-българската война (1885) капитан Велчев участва в сраженията при Сливница (5 – 7 ноември).
След войната Велчев е делегат в комисията за определяне на границата с Турция. В началото на 1887 година преминава в запаса и постъпва на служба като директор на техническия отдел на Софийското градско управление. В същото време продължава да преподава фортификация във Военното училище в София. През 1897 година се завърна в редиците на армията и заема длъжност свързана с въпросите на отбраната. На 25 февруари 1900 г. Жеко Велчев е произведен в чин майор, и по-късно същата година назначен за офицер за особени поръчки в Щаба на армията.
През 1905 година е назначен за началник на инженерното отделение към Щаба на армията, а по-късно командва ЖП дружината. Важно е да се спомене, че през този период от историята на България, ЖП управление е било военизирано. По-късно през същата година заема една от най-важните длъжности във военното инженерство – началник на техническата част във военноинженерната инспекция при Военното министерство.
По времена военната си кариера служи също и във 2-ра сапьорна рота, инженерният отдел на Министерството на войната и като офицер за поръчки в Щаба на армията.
Полковник Жеко Велчев умира на този пост на 15 февруари 1908 година.

## Награди
- Военен орден „За храброст“ IV степен
- Княжески орден „Свети Александър“ IV степен
- Орден „За заслуга“

## Военни звания
- Прапоршчик (10 май 1879)
- Подпоручик (1 ноември 1879, преименуван)
- Поручик (30 август 1882)
- Капитан (30 август 1885)
- Майор (25 февруари 1900)
- Подполковник
- Полковник

## Образование
- Робърт колеж, Цариград, Османска империя
- Военно на Негово Княжеско Височество училище (1878 – 10 май 1879)
- Николаевска инженерна академия, Санкт Петербург, Руска империя (1879 – 1883)